# Coupe de Tunisie de football 1948-1949
Navigation
Coupe de Tunisie 1947-1948 Coupe de Tunisie 1949-1950
La Coupe de Tunisie de football 1948-1949 est la 21e édition de la coupe de Tunisie. Elle est organisée par la Ligue de Tunisie de football. Le Club sportif de Hammam Lif remporte sa troisième coupe consécutive en évoluant, cette fois en championnat, en troisième division.

## Résultats

### Seizièmes de finale
| Équipe 1                       | Équipe 2                     | Score 90'         |
| Patriote de Sousse             | Sporting Club de Gafsa       | 8 - 3 (a. p.)     |
| Patrie Football Club bizertin  | Grombalia Sports             | Victoire du PFCB  |
| Club africain                  | Football Club de Jérissa     | 3 - 1             |
| Union sportive de Ferryville   | Stade africain de Ferryville | 2 - 1             |
| Club sportif gabésien          | La Gafsienne                 | 8 - 3             |
| Club athlétique bizertin       | Tricolores Tinja Sport       | 3 - 1             |
| Sfax railway sport             | Saint-Germain Sports         | Victoire du SRS   |
| Étoile sportive du Sahel       | El Makarem de Mahdia         | Victoire de l’ESS |
| Espérance sportive             | Union sportive musulmane     | 1 - 0             |
| Club athlétique de La Marsa    | Olympique du Kef             | 1 - 0             |
| Club sportif de Hammam Lif     | -                            | Qualifié d’office |
| Club tunisien                  | Étoile sportive gabésienne   | 4 - 1             |
| Association sportive française | Stade zaghouanais            | Victoire de l’ASF |
| Union sportive tunisienne      | Avenir musulman              | 7 - 0             |
| Olympique de Tunis             | Stade gaulois                | 2 - 0             |
| Étoile bleue de Ghardimaou     | Onze noirs                   | 3 - 1             |

### Huitièmes de finale
| Équipe 1                      | Équipe 2                       | Score 90'                  |
| Espérance sportive            | Club athlétique de La Marsa    | 3 - 1                      |
| Patrie Football Club bizertin | Étoile bleue de Ghardimaou     | 3 - 0                      |
| Club sportif de Hammam Lif    | Union sportive de Ferryville   | 4 - 2                      |
| Club tunisien                 | Association sportive française | 4 - 1                      |
| Olympique de Tunis            | Club sportif gabésien          | 4 - 1                      |
| Club athlétique bizertin      | Union sportive tunisienne      | 3 - 0                      |
| Sfax railway sport            | Club africain                  | 1 - 1 puis victoire du SRS |
| Étoile sportive du Sahel      | Patriote de Sousse             | 1 - 0                      |

### Quarts de finale
| Équipe 1                      | Équipe 2                 | Score 90'        |
| Patrie Football Club bizertin | Sfax railway sport       | 3 - 1            |
| Olympique de Tunis            | Espérance sportive       | 2 - 2 puis 2 - 0 |
| Club sportif de Hammam Lif    | Étoile sportive du Sahel | 4 - 0            |
| Club athlétique bizertin      | Club tunisien            | 1 - 0            |

### Demi-finales
| Équipe 1                   | Équipe 2                      | Score 90' |
| Club sportif de Hammam Lif | Patrie Football Club bizertin | 6 - 0     |
| Club athlétique bizertin   | Olympique de Tunis            | 2 - 0     |

### Finale
| Équipe 1                   | Équipe 2                 | Score 90' |
| Club sportif de Hammam Lif | Club athlétique bizertin | 1 - 0     |

Le but de la finale est marqué par Mustapha Mennaoui (CSHL).